# 炎色反応

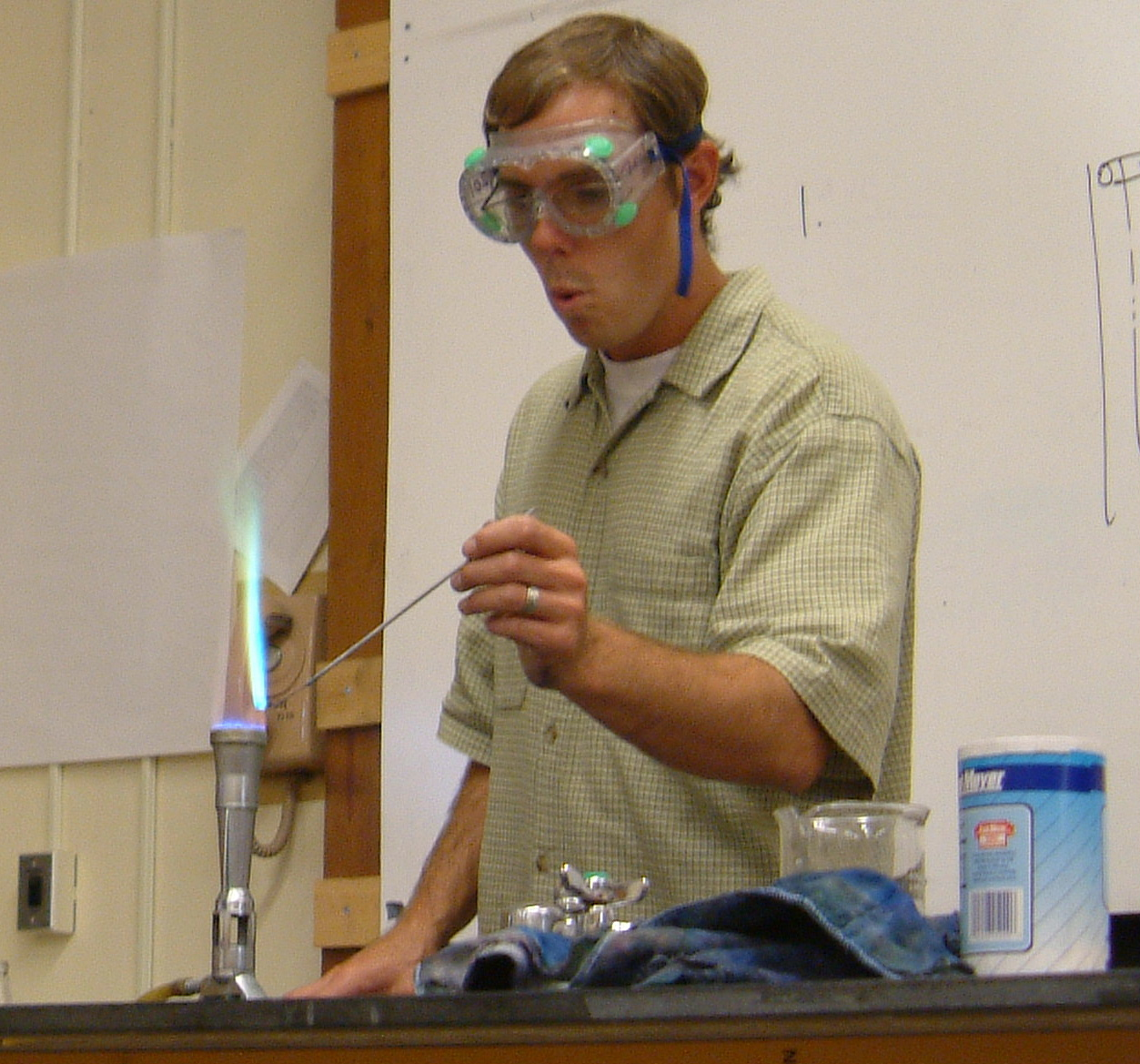
実験の様子

炎色反応（えんしょくはんのう、焔色反応とも）とは、アルカリ金属、あるいはアルカリ土類金属などの塩を炎の中に入れると、揮発してできた金属原子が励起され、元素固有の可視光線を出す現象のこと。あるいは単体または化合物を炎の中に入れて熱すると炎がそれらの元素に固有の色を呈する反応のこと。
全ての金属元素について可視光内で観測できるわけではないものの、炎色反応を示す金属元素の場合は、その定性分析に利用できる。また、花火の着色にも利用されている。

## 反応の原理

熱エネルギーによって電子が励起された結果、高エネルギーの軌道へと遷移した電子が、基底状態へ戻る際に電子はエネルギーを電磁波の光として放出する場合が有る。この電子がエネルギーを放出した際に生じた光が、炎色反応である。

高温の炎中に、ある種の金属粉末や金属化合物を置くと、試料が熱エネルギーによって解離し、原子化される。それぞれの原子は熱エネルギーによって電子が励起され、外側に存在する高エネルギーの電子軌道へと移動する。励起された電子が、安定な基底状態に戻ろうとする際に、余分なエネルギーを電磁波として放出する。電磁波のエネルギーは、その周波数で決まるわけだが、この際に放出するエネルギーが、ちょうどヒトの可視光線の範囲に入る場合が有る。これが、炎色反応を示す原理である。
したがって、比較的低温で熱励起され、発光波長が可視光線の領域に存在する元素が、微粉末や塩のような原子化され易い状態になっている場合にのみ、炎色反応が観察される。
なお、原子の電子軌道のエネルギーは、連続した値ではなく、飛び飛びの値であるため、励起された電子が基底状態に戻る際に放出されるエネルギーも、連続した値ではない。このため、炎色反応として放出された光は、連続スペクトルではなく、輝線スペクトルを示す。また、元素によっても、電子軌道のエネルギーは、ある程度決まるため、元素によって特徴的な輝線スペクトルを示す。これが、炎色反応を示す元素の種類により、炎色反応によって放出される光の色が決まる理由である。

## 主な元素の炎色反応
炎色反応を呈する主な元素が、炎色反応を起こした際に放出する主な輝線スペクトルの波長と、その色を示した。なお、かっこ内には、コバルトガラスを通して観察した場合の色を示した。
- 第1族元素の全て元素のアルカリ金属。
  - リチウム - 深紅[4]、670.8 nm[1]（紫紅[4]あるいは赤紫[5]）
  - ナトリウム - 黄、589.3 nm[1]（無色[注釈 1][4]）
  - カリウム - 淡紫、すみれ[4]、あるいは紫[5]、404.4 nm[1]（赤紫[4]）、特にナトリウムに邪魔され易いためコバルトガラスが役立つ。
  - ルビジウム - 暗赤、深赤[4]、795.0、781.1 nm[1]（紫[4]）
  - セシウム - 青紫[4]。（紫青[4]あるいは紫[5]）励起に必要な高温を得るため、酸水素炎で観察する。
- 第2族元素の一部の元素であるアルカリ土類金属。
  - カルシウム - 橙赤[4]（橙緑[4]）
  - ストロンチウム - 深紅[4]、460 nm（紫[4]）
  - バリウム - 黄緑[4]（青緑[4]）
  - ラジウム - 洋紅
- 第6族元素の一部
  - モリブデン - 黄緑[5]（青緑[5]）
- 第11族元素の一部
  - 銅 - 青緑[4]あるいは緑[5]、510 nm（青紫[4]あるいは淡青[5]）
  - 金 − 緑
- 第13族元素（土類金属）
  - ホウ素 - 黄緑[5]（青紫[5]）、エタノール炎外縁の呈色で観察する。
  - ガリウム - 青[5]（青紫[5]）
  - インジウム - 深青[4]あるいは藍[5]、410 nm（紫青[4]あるいは紫[5]）
  - タリウム - 淡緑
- 第14族元素の中で、金属元素のみ。
  - スズ - 淡青[5]（淡紫[5]）
  - 鉛 - 淡青（淡紫[5]）
- 第15族元素の一部。
  - リン - 淡青[5]、（淡紫[5]）リン酸イオンによる反応。
  - ヒ素 - 淡青[5]（淡紫[5]）
  - アンチモン - 淡青[5]（淡紫[5]）

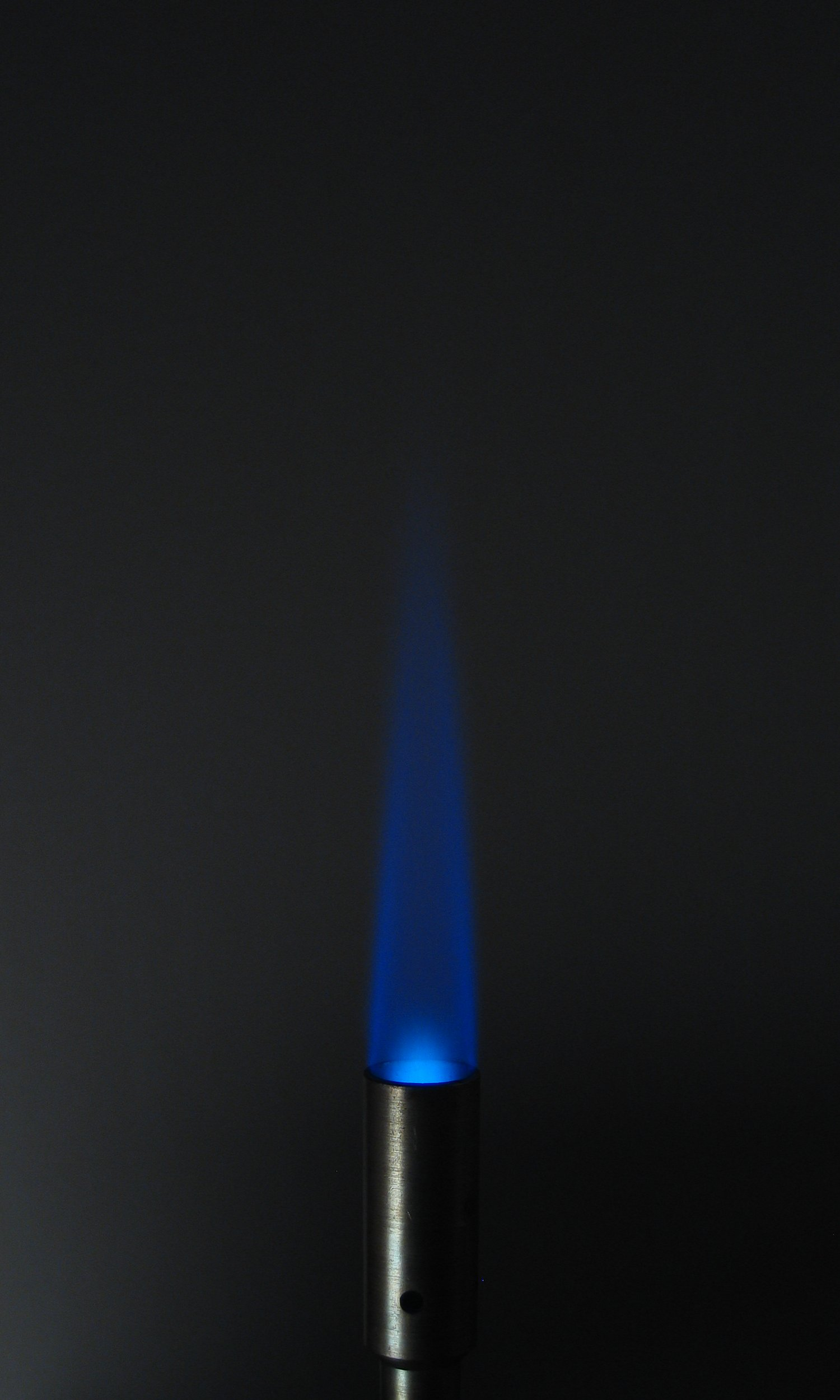
試料を加えない場合のガスバーナーの炎の色
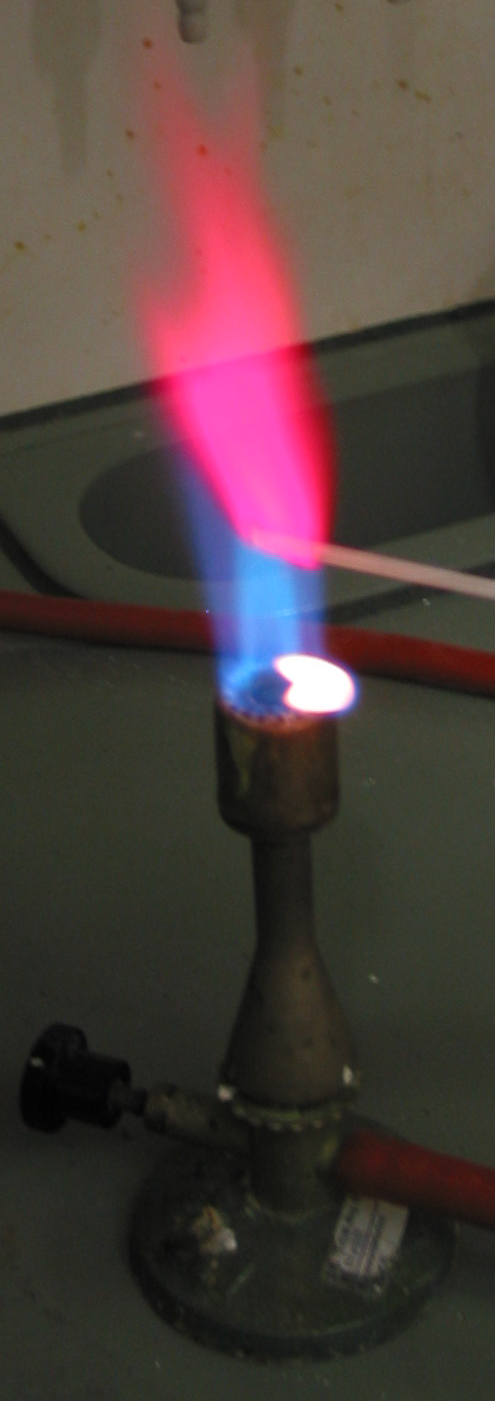
リチウム
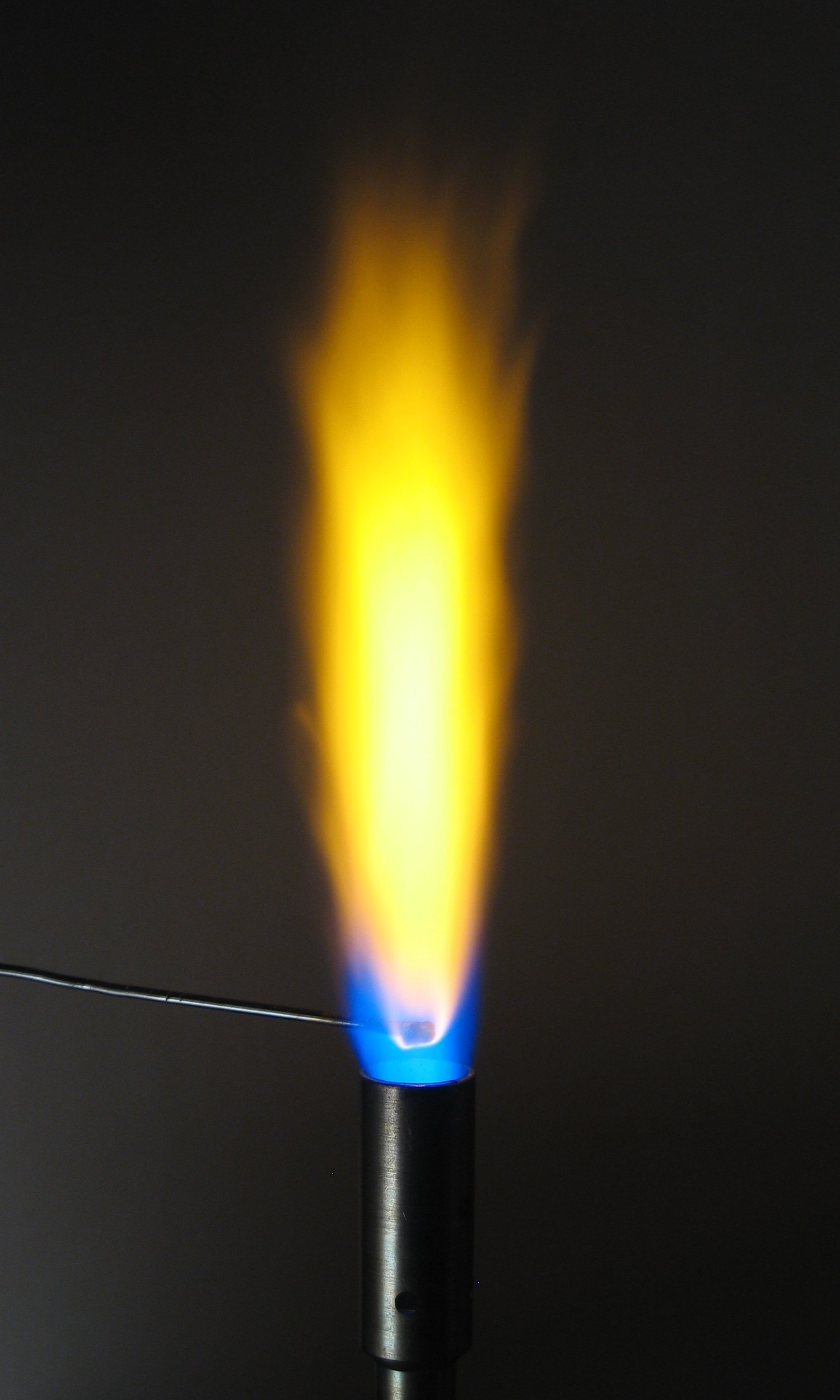
ナトリウム
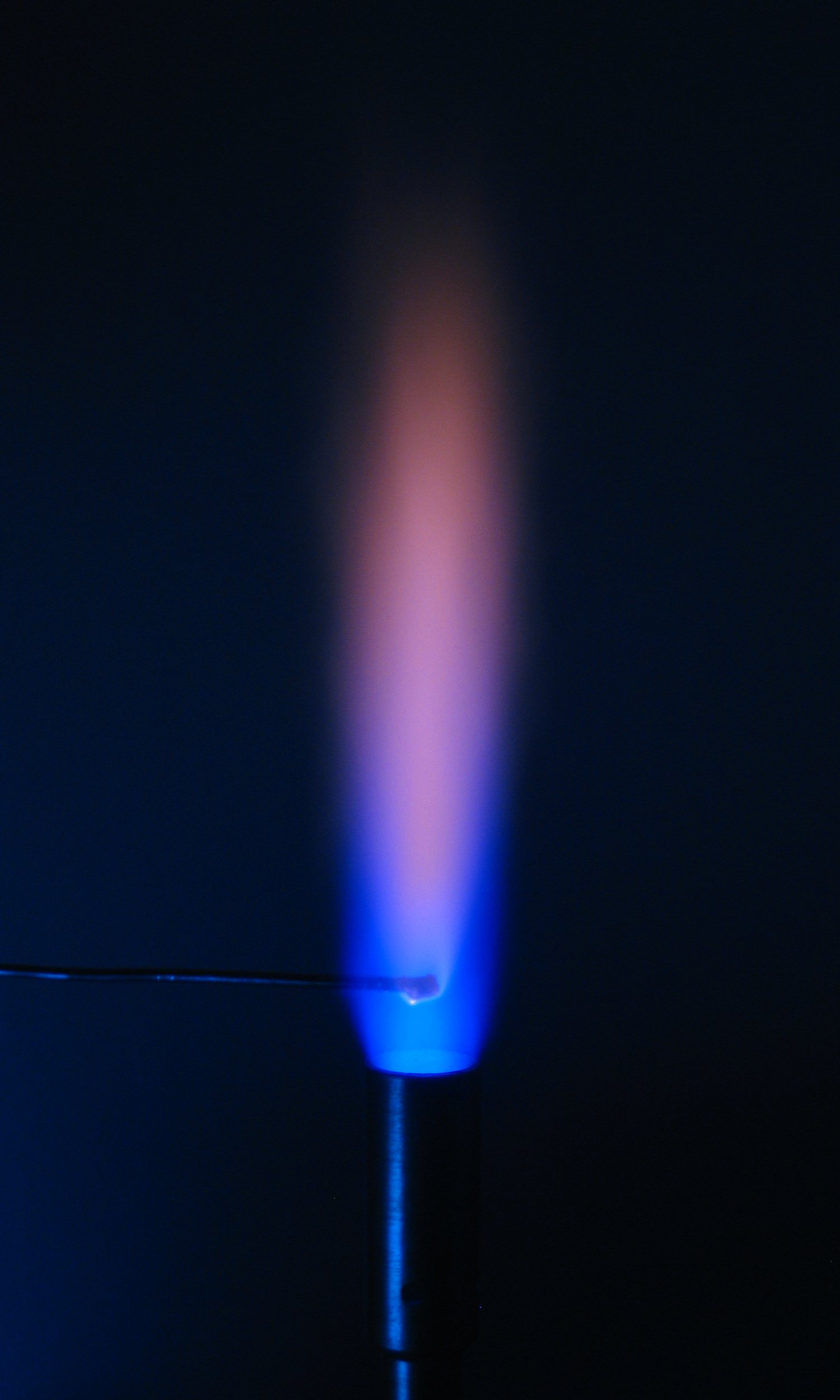
カリウム（コバルトガラスを通した場合）
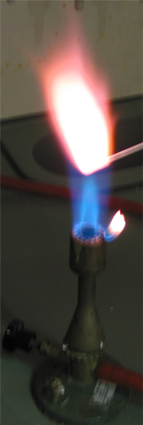
カリウム
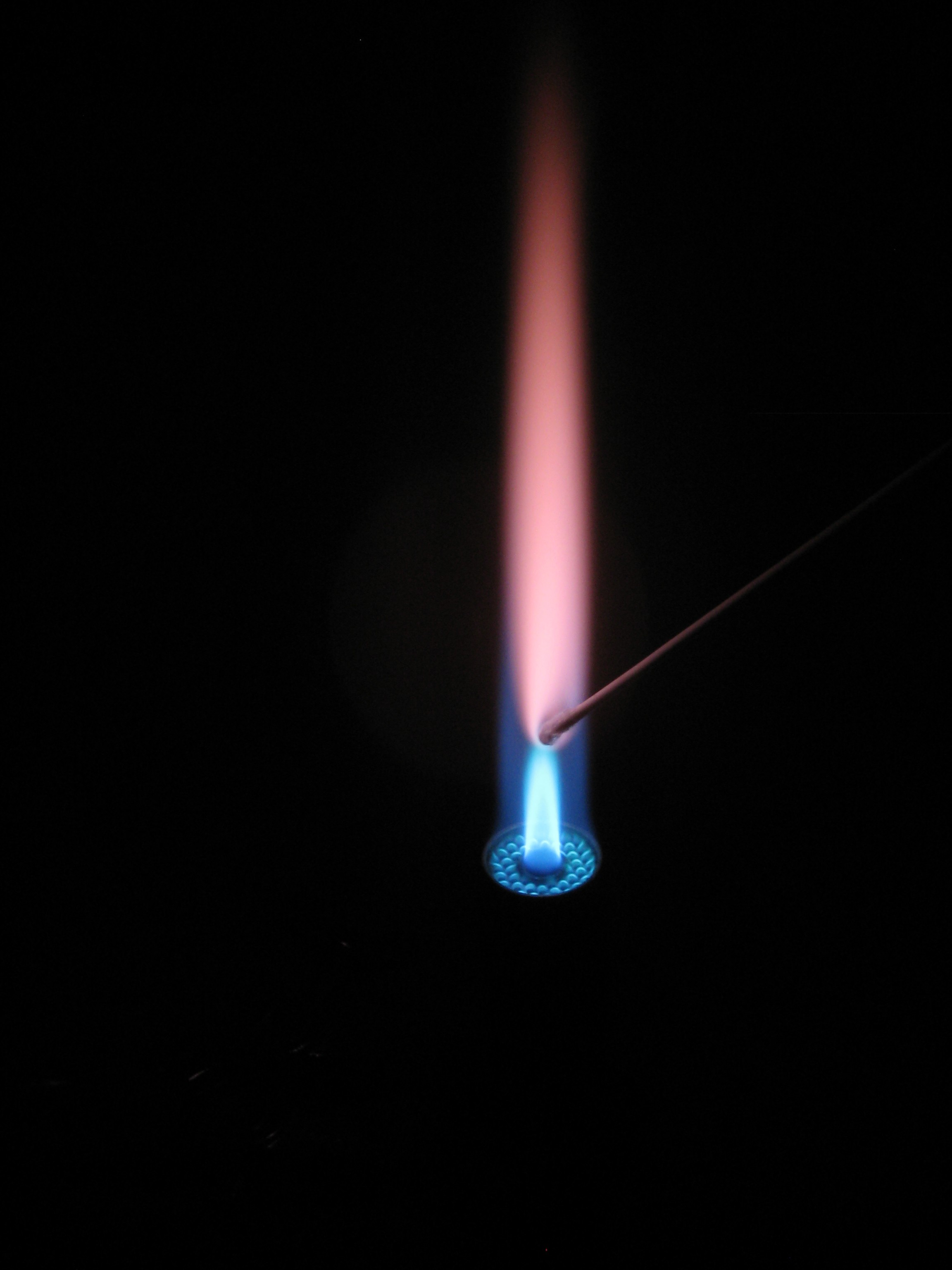
ルビジウム
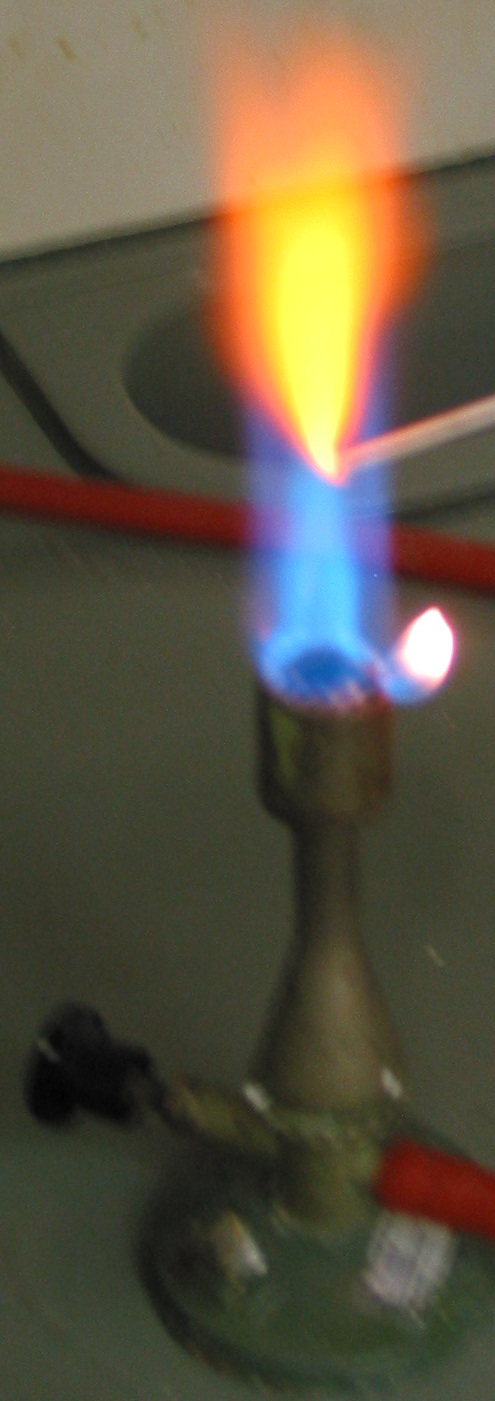
カルシウム
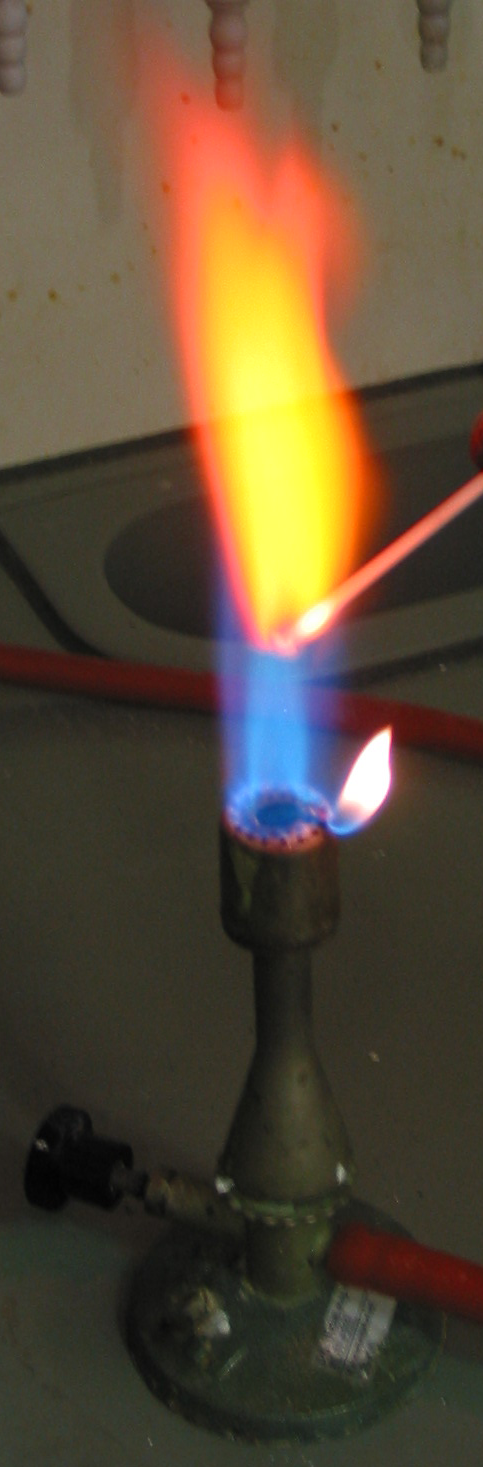
ストロンチウム
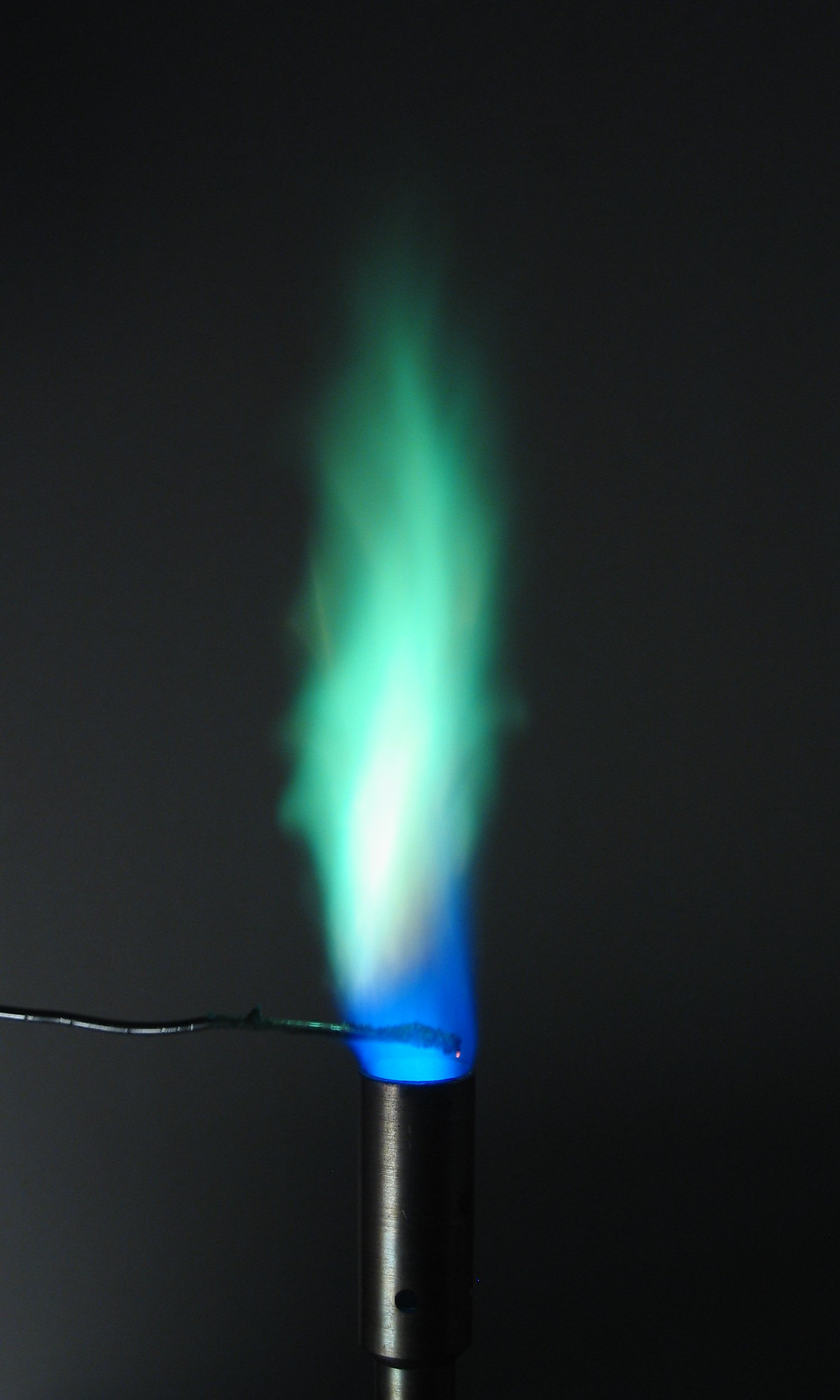
銅
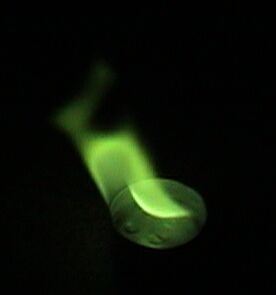
ホウ素
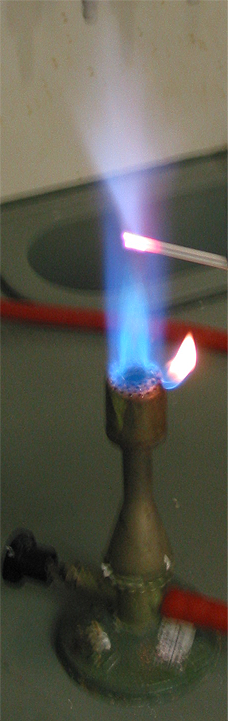
鉛
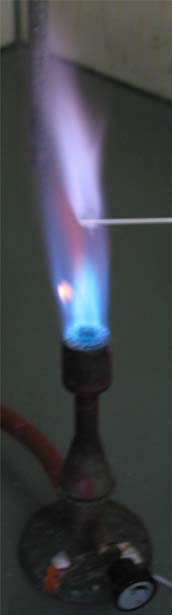
ヒ素
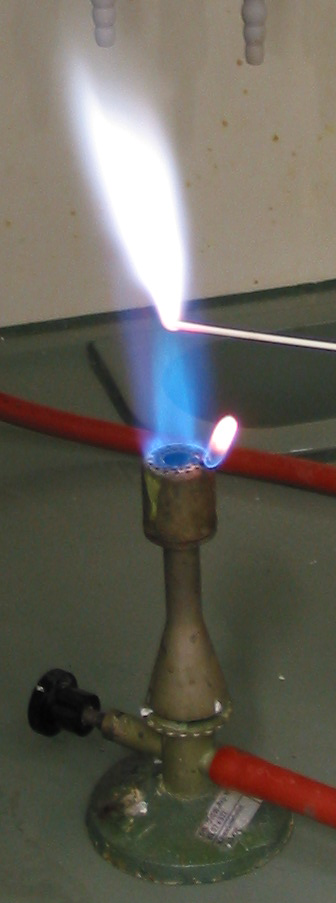
アンチモン

## その他
炎色反応による発光は輝線スペクトルであるから、特定の波長範囲を吸収するフィルターを通す方法により、不要な波長を遮断して観察できる。例えば、ナトリウムは炎色反応が起こり易く、微量であっても波長 589 nm の強い黄色を呈する。そこで、500 nmから700 nm の範囲の波長の光を強く吸収するコバルトガラスを通すと、ナトリウムの輝線は吸収されて見えなくなる。このため、コバルトガラスを通した場合、少々のナトリウムが混入していても、他の元素からの発光が観察し易くなる場合が有る。ただし、その他の元素でもこの波長域の発光がカットされるため、元素によっては色調が変化して観察される。
また、塩化ナトリウムもナトリウム同様、黄色く反応する。